# Жёлтый окунь
Жёлтый окунь, или американский окунь (лат. Perca flavescens), — вид пресноводных лучепёрых рыб из семейства окуневых (Percidae) отряда окунеобразных (Perciformes). В целом похож на речного окуня (Perca fluviatilis), но отличается от него меньшими размерами, более широким ртом и жёлтыми, а не красными хвостовым, анальным и брюшными плавниками. Этот вид анатомически и экологически настолько близок к речному окуню, что некоторые исследователи считают его подвидом последнего, называя в этом случае Perca fluviatilis flavescens. Родство этих видов подтверждается также и тем, что они при гибридизации могут давать жизнеспособное и быстрорастущее потомство.

## Внешний вид
Длина взрослого жёлтого окуня — от 10 до 25 см, а масса — до 500 г. Официально задокументированный мировой рекорд — окунь весом 1,91 кг, пойманный в 1865 году в реке Делавэр (США). Взрослые самки обычно крупнее самцов. Окрашен в жёлто-зелёные тона: спина тёмно-зелёная, с переходом в некоторых популяциях к золотисто-коричневой; стороны жёлтые, жёлто-зелёные или медно-зелёные, с 6—9 вертикальными тёмными полосами; брюхо белое или (реже) светло-жёлтое. У самцов во время нереста окраска ярче, а анальный и брюшные плавники временно приобретают оранжево-красную окраску.
Тело жёлтого окуня овальное в поперечном сечении; боковая линия занимает 57—62 чешуи, спинной плавник содержит 12—13 лучей, анальный — 7—8. Голова немного вогнутая за глазами, производит впечатление горбатой; щёки покрыты 8—10 рядами вытянутых чешуек.

## Распространение
Данный вид распространен в Северной Америке от северо-востока Канады до северо-запада США, через центральную и южную Канаду, район Великих Озёр, в штат Южная Каролина в США. Также этот вид был расселен человеком на юго-западе США и в Британской Колумбии на западе Канады. Жёлтый окунь был также завезен человеком в Китай и Японию.
Жёлтый окунь является достаточно экологически гибким видом: живёт как в быстротекущих реках, так и в непроточных прудах и озёрах; впрочем, повсюду пытается держаться среди водной растительности.

## Питание
Этот вид является исключительным хищником, питается небольшими рыбами, водяными насекомыми, ракообразными и моллюсками. Добычу находит с помощью зрения, поэтому охотится почти исключительно в светлое время суток, с двумя пиками питания — утром и вечером; значительную часть добычи составляют личинки подёнок и стрекоз, особенно в мае—июле. Молодые жёлтые окуни потребляют много зоопланктона, а взрослые — молодь лосося, корюшки, и даже молодь своего вида.

## Размножение
Нерест происходит один раз в год в начале весны, почти сразу после схода льда, обычно ночью или ранним утром. При нересте икра откладывается случайно на подводную растительность и корни, без построения гнёзд. Икринки собраны в полосы янтарного цвета, и погружены в довольно плотную слизистую массу, которая защищает их от инфекционных поражений и мелких беспозвоночных хищников. В зависимости от размера, самки могут откладывать от 10 до 40 000 икринок. При нересте за самкой следуют от 2 до 25 самцов, которые оплодотворяют отложенную ею икру. Развитие икры длится 12—21 сутки, в зависимости от температуры окружающей воды (в тёплой воде икра развивается быстрее).
Молодые жёлтые окуни формируют стаи в заросших водной растительностью неглубоких местах, богатых зоопланктоном и мелкими беспозвоночными. При этом мальки жёлтого окуня становятся важным пищевым ресурсом для рыбоядных птиц и больших рыб. В течение первого года жизни жёлтый окунь вырастает до 7,5—8 см.